# Arturo Marchi
Arturo Marchi (Copparo, 9 maggio 1846 – Lucca, 4 febbraio 1928) è stato un arcivescovo cattolico italiano.

## Biografia
Nacque a Copparo, in provincia di Ferrara, il 9 maggio 1846. Fu ordinato sacerdote per l'arcidiocesi di Bologna il 21 settembre 1868.
Dopo aver conseguito il dottorato in diritto canonico a Roma, fu nominato canonico e parroco della cattedrale di Bologna.
Nel 1901 fu eletto vescovo di Reggio Emilia e nel 1910 fu promosso arcivescovo di Lucca, succedendo al cardinale Benedetto Lorenzelli. Guidò la Chiesa lucchese fino alla morte, avvenuta il 4 febbraio 1928.
È sepolto nella cattedrale di Lucca, nella cappella del Santissimo Sacramento.

## Genealogia episcopale
La genealogia episcopale è:
- Cardinale Scipione Rebiba
- Cardinale Giulio Antonio Santori
- Cardinale Girolamo Bernerio, O.P.
- Arcivescovo Galeazzo Sanvitale
- Cardinale Ludovico Ludovisi
- Cardinale Luigi Caetani
- Cardinale Ulderico Carpegna
- Cardinale Paluzzo Paluzzi Altieri degli Albertoni
- Papa Benedetto XIII
- Papa Benedetto XIV
- Papa Clemente XIII
- Cardinale Marcantonio Colonna
- Cardinale Giacinto Sigismondo Gerdil, B.
- Cardinale Giulio Maria della Somaglia
- Cardinale Carlo Odescalchi, S.I.
- Cardinale Costantino Patrizi Naro
- Cardinale Lucido Maria Parocchi
- Arcivescovo Arturo Marchi